# Sasi ardia
Pour les articles homonymes, voir Manech.
La Sasi ardia (ou Xaxi ardia son hypocoristique), dite petite Manech ou gorri ttipia (petite rousse), est une race ovine rustique des deux versants du Pays basque.

## Origine
Proche de la brebis landaise, elle est issue de la famille des races ovines des Pyrénées à laine tombante. Elle est élevée dans la partie occidentale de la chaine des Pyrénées.
Son nom signifie en basque « brebis de broussailles ». C'est une race reconnue récemment, à la suite de la demande d'éleveurs détenant une race de manech non répertoriée. Les effectifs sont de 1 200 animaux en France et 1 500 en Espagne. Les troupeaux sont élevés en race pure.

## Morphologie
Leur toison, pendante, est dense et longue. Elles sont de petite taille, à tête brune mouchetée ou rouge (dite Gorri ttipia) ; sa tête et ses pattes sont pigmentées de froment roux. La brebis mesure 60-65 cm et pèse de 35-40 kg. Le bélier mesure 65-70 cm pour 40-50 kg. Généralement, les cornes sont absentes ou avortées mais chez le bélier elles peuvent exister dans la limite d’une spirale.
De par ses traits archaïques, la Sasi ardia est considérée comme étant à l'origine des races Manech tête noire et Manech tête rousse, qui ont été sélectionnées pour améliorer leur production laitière.

## Aptitude
C'est une brebis rustique, élevée seule à l'état naturel.  